# Charly d'Almeida
Pour les articles homonymes, voir Almeida (homonymie).
Charly d'Almeida est un artiste contemporain béninois, né le 28 janvier 1968 à Cotonou. Il est peintre et sculpteur, et utilise principalement des matériaux de récupération pour créer ses œuvres. Ses thèmes de prédilection sont la famine, la pauvreté, la pollution et les droits de l'homme. Il vit et travaille entre le Bénin et la France, et expose régulièrement dans des galeries et des musées du monde entier.

## Biographie
Charly d'Almeida, né en 1968 à Cotonou, au Bénin, est un artiste contemporain béninois reconnu. Il est considéré comme faisant partie de la génération d'artistes qui ont joué un rôle majeur dans l'émergence de l'art contemporain au Bénin. Son travail artistique reflète une démarche humaniste et engagée.
D'Almeida est profondément influencé par la culture africaine, en particulier par le Vaudoun, une religion et une tradition omniprésentes dans la vie des Béninois. Il cherche à traduire les signes et les symboles liés au Vaudoun dans son œuvre, tout en explorant des problématiques actuelles telles que les questions sociales, politiques et environnementales.
L'artiste a commencé sa carrière en tant que peintre en 1988, puis s'est tourné vers la sculpture dans les années 2000. Il utilise principalement le métal de récupération comme matériau d'expression, créant des sculptures contrastées et intemporelles. À partir d'objets délaissés et obsolètes issus de la société de consommation, il donne naissance à des œuvres qui défient le temps. Ses sculptures abstraites, symboliques et conceptuelles sont chargées d'émotions, évoquant des titres mystérieux tels que "Croisement", "Silhouette", "La perfection", "Double sens" et "Parole sacrée".
Pour d'Almeida, l'art est un moyen de réparer les blessures infligées par le temps, les êtres humains ou les événements. Ses créations artistiques visent à susciter la réflexion profonde et à éveiller les émotions, transcendant la nature rigide du matériau utilisé.
Les travaux de Charly d'Almeida ont été présentés dans des expositions internationales et sont exposés dans des galeries et des musées à travers le monde.

## Œuvre
L'œuvre de Charly d'Almeida se caractérise par une esthétique distinctive et l'exploration de thématiques engagées. Son style artistique a évolué au fil du temps, tout en maintenant une cohérence conceptuelle.
D'un point de vue esthétique, d'Almeida combine l'abstraction, le symbolisme et le conceptuel dans ses créations. Ses œuvres se distinguent par des formes organiques, des lignes épurées et l'utilisation de contrastes de couleurs et de textures.
Les thématiques récurrentes dans son travail reflètent son engagement social et son intérêt pour les enjeux contemporains. Il aborde des sujets tels que la condition humaine, les injustices sociales, les problèmes environnementaux et les droits de l'homme.
Au fil du temps, d'Almeida a expérimenté différentes techniques et matériaux. L'utilisation du métal de récupération est devenue sa signature artistique, permettant à ses sculptures de transcender la fonctionnalité initiale des objets et de prendre une nouvelle dimension esthétique.
Parmi les œuvres emblématiques de d'Almeida, on peut citer "Croisement", qui symbolise la convergence des cultures et des identités, "le couple", qui représente une exploration visuelle de la relation entre deux individus et "échelle de vie", une sculpture réalisée en 2021 montrant une représentation évocatrice de la complexité et de la symbolique de l'existence humaine. Ces œuvres démontrent sa capacité à exprimer des concepts complexes à travers des formes artistiques évocatrices.

## Réception critique et postérité
La réception critique de l'œuvre de Charly d'Almeida a été variée, avec des réactions et des appréciations diverses émanant du public et des spécialistes de l'art. Certains critiques ont souligné la profondeur conceptuelle et la maîtrise technique de d'Almeida, louant sa capacité à donner vie à des matériaux de récupération et à explorer des thématiques contemporaines.
Les expositions de d'Almeida ont été bien accueillies dans des lieux prestigieux tels que des galeries d'art et des musées à travers le monde. Sa participation à des événements majeurs comme la Biennale de Dakar et la Documenta de Cassel a renforcé sa visibilité sur la scène artistique internationale.